# Albert II van Gorizia
Albert II van Gorizia (1268-1325) was van 1323 tot aan zijn dood in naam van zijn neef Jan Hendrik IV gouverneur van het graafschap Gorizia. Hij behoorde tot het huis Gorizia.

## Levensloop
Albert II was de jongere zoon van graaf Albert I van Gorizia en diens echtgenote Euphemia, dochter van hertog Koenraad I van Glogau.
Na het overlijden van zijn vader in 1304 werd zijn oudere broer Hendrik III graaf van Gorizia. Toen Hendrik III in 1323 stierf, werd Albert in naam van zijn minderjarige neef Jan Hendrik IV benoemd tot gouverneur van het graafschap Gorizia. In 1325 stierf Albert II.

## Huwelijken en nakomelingen
Albert II huwde tweemaal: eerst met in 1299 met Elisabeth, dochter van landgraaf Hendrik I van Hessen, en daarna met Euphemia, dochter van baljuw Ulrich II van Mäitsch. Uit zijn twee huwelijken werden volgende kinderen geboren:
- Elisabeth, huwde met graaf Herman van Heunberg en daarna met graaf Willem van Schaunberg-Trüchsen
- Catharina, huwde met Ulrich van Waldsee, landeshauptmann van Stiermarken
- Clara, huwde met Herdeggen van Pettau, veldmaarschalk van Stiermarken
- Catharina, huwde met graaf Ulrich van Taufers tot Utenheim
- Albert III (overleden in 1365), graaf van Gorizia
- Hendrik V (overleden in 1361), graaf van Gorizia
- Meinhard VI (overleden in 1385), graaf van Gorizia
- Margaretha